# Ga Jamsil

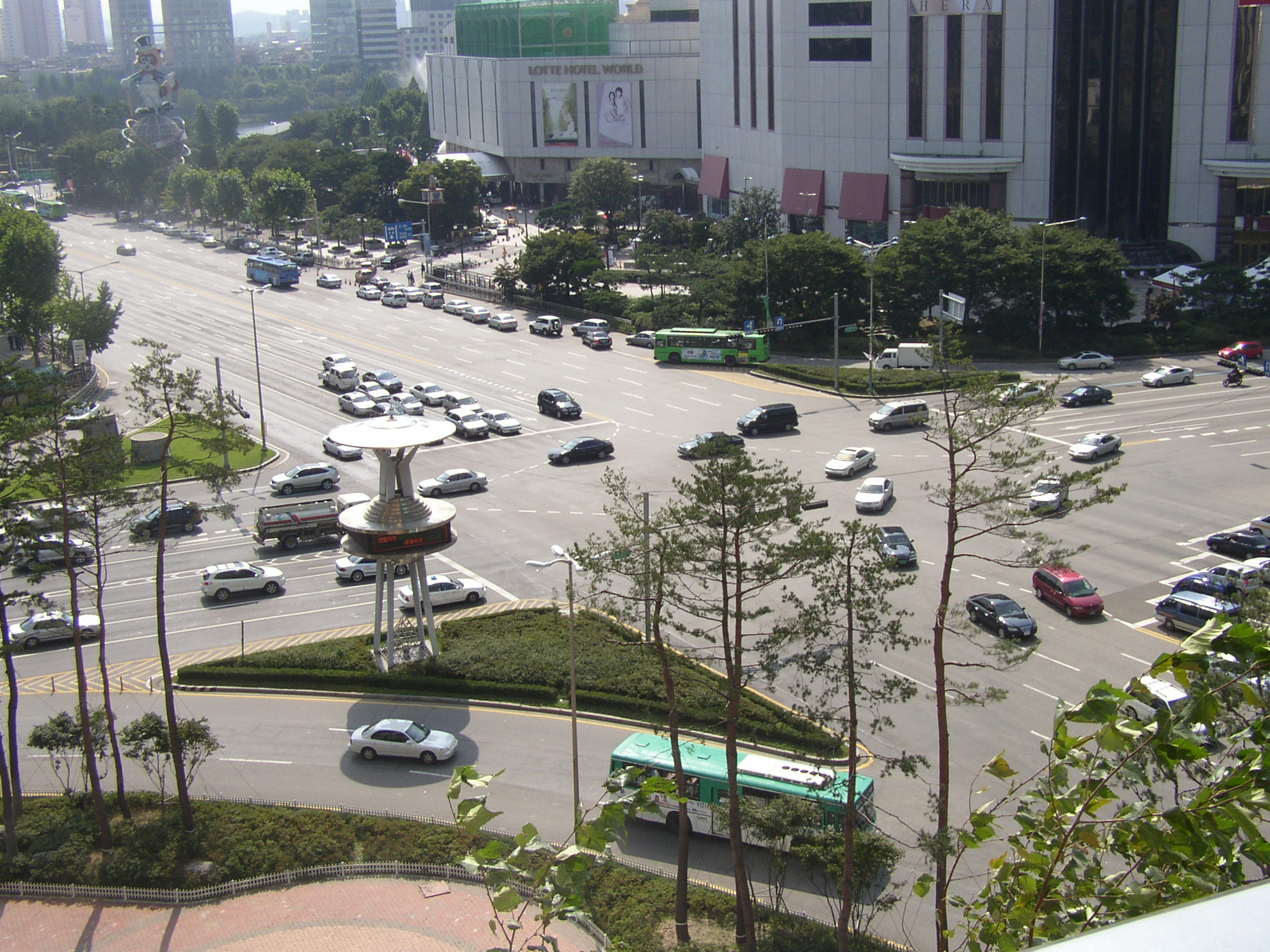
Ngã tư Ga Jamsil

Ga Jamsil (Văn phòng Songpa-gu) (Tiếng Hàn: 잠실(송파구청)역, Hanja: 蠶室(松坡區廳)驛) là ga trung chuyển trên Tàu điện ngầm Seoul tuyến 2 và Tuyến 8 nằm ở Jamsil-dong, Songpa-gu, Seoul. Lotte World được kết nối với sân ga tuyến 2. Nhà ga có tên phụ là Ga văn phòng Songpa-gu, do nằm gần các tòa nhà văn phòng (ngay bên ngoài Lối thoát 10 của ga tuyến 8).

## Lịch sử
- 28 tháng 5 năm 1980: Thông báo đặt tên ga cho Ga Jamsil[1]
- 31 tháng 10 năm 1980: Bắt đầu hoạt động với việc khai trương Tàu điện ngầm Seoul tuyến 2 Sinseol-dong ~ Khu liên hợp thể thao
- 22 tháng 11 năm 1996: Nó trở thành ga trung chuyển với việc khai trương đoạn Jamsil ~ Moran của Tàu điện ngầm Seoul tuyến 8.
- 2 tháng 7 năm 1999: Đoạn Jamsil ~ Amsa của Tàu điện ngầm Seoul tuyến 8 được mở rộng và khai trương như một ga trung gian.

## Bố trí ga

### Tuyến số 2 (B2F)
| Jamsillaru ↑   |
| \| Vòng ngoài  |
| ↓ Jamsilsaenae |

| Vòng ngoài | ●Tuyến 2 | ← Hướng đi Đại học Konkuk · Seongsu · Wangsimni · Tòa thị chính |
| Vòng trong | ●Tuyến 2 | → Hướng đi Liên hợp thể thao · Samseong · Gangnam →             |

| Tuyến và hướng                                  | Chuyển tuyến nhanh |
| ----------------------------------------------- | ------------------ |
| Tuyến 2 (Vòng trong: Hướng Sadang) → Tuyến 8    | 10-4               |
| Tuyến 2 (Vòng ngoài: Hướng Wangsimni) → Tuyến 8 | 1-1                |

### Tuyến số 8 (B3F)
| Mongchontoseong ↑ |
| \| N/B            |
| ↓ Seokchon        |

| Hướng Bắc | ● Tuyến 8 | ← Hướng đi Cheonho · Amsa · Guri · Byeollae          |
| Hướng Nam | ● Tuyến 8 | → Hướng đi Seokchon · Chợ Garak · Bokjeong · Moran → |

| Tuyến và hướng                     | Chuyển tuyến nhanh |
| ---------------------------------- | ------------------ |
| Tuyến 8 (Hướng Moran) → Tuyến 2    | 1-1                |
| Tuyến 8 (Hướng Byeollae) → Tuyến 2 | 6-4                |

## Thay đổi hành khách
| Năm                                                                       | Số lượng hành khách (người) | Số lượng hành khách (người) | Tổng cộng | Số hành khách chuyển tuyến | Số hành khách chuyển tuyến | Ghi chú |
| Năm                                                                       |                             |                             | Tổng cộng | ↔                          | ↔                          | Ghi chú |
| ------------------------------------------------------------------------- | --------------------------- | --------------------------- | --------- | -------------------------- | -------------------------- | ------- |
| 1994                                                                      | 192,704                     | —                           | —         | —                          | —                          |         |
| 1995                                                                      | 169,532                     | —                           | —         | —                          | —                          |         |
| 1996                                                                      | 175,346                     | —                           | —         | —                          | —                          |         |
| 1997                                                                      | 142,294                     | —                           | —         | —                          | —                          |         |
| 1998                                                                      | 141,133                     | —                           | —         | —                          | —                          |         |
| 1999                                                                      | —                           | —                           | —         | —                          | —                          |         |
| 2000                                                                      | 143,184                     | 13,916                      | 157,100   | —                          | —                          |         |
| 2001                                                                      | 141,001                     | 14,665                      | 155,666   | —                          | —                          |         |
| 2002                                                                      | 142,353                     | 15,197                      | 157,550   | —                          | —                          |         |
| 2003                                                                      | 138,383                     | 15,032                      | 153,415   | —                          | —                          |         |
| 2004                                                                      | 136,973                     | 15,406                      | 152,379   | —                          | —                          |         |
| 2005                                                                      | 141,799                     | 15,370                      | 157,169   | —                          | —                          |         |
| 2006                                                                      | 141,442                     | 14,816                      | 156,258   | —                          | —                          |         |
| 2007                                                                      | 143,782                     | 14,934                      | 158,716   | —                          | —                          |         |
| 2008                                                                      | 149,087                     | 16,212                      | 165,299   | —                          | —                          |         |
| 2009                                                                      | 151,189                     | 17,072                      | 168,261   | —                          | —                          |         |
| 2010                                                                      | 148,547                     | 19,036                      | 167,583   | —                          | —                          |         |
| 2011                                                                      | 149,580                     | 20,534                      | 170,114   | —                          | —                          |         |
| 2012                                                                      | 148,506                     | 21,392                      | 169,898   | —                          | —                          |         |
| 2013                                                                      | 150,136                     | 21,265                      | 171,401   | —                          | —                          |         |
| 2014                                                                      | 155,561                     | 21,480                      | 177,041   | —                          | —                          |         |
| 2015                                                                      | 158,098                     | 24,793                      | 182,891   | —                          | —                          |         |
| 2016                                                                      | 164,431                     | 27,684                      | 192,115   | —                          | —                          |         |
| 2017                                                                      | 172,308                     | 30,118                      | 202,426   | 51,742                     | 2,855                      |         |
| 2018                                                                      | 175,376                     | 32,435                      | 207,811   | 49,433                     | 2,732                      |         |
| 2019                                                                      | 170,722                     | 34,901                      | 205,623   | 49,177                     | 3,277                      |         |
| 2020                                                                      | 110,968                     | 25,036                      | 136,004   | —                          | —                          |         |
| 2021                                                                      | 111,962                     | 25,753                      | 137,715   |                            |                            |         |
| 2022                                                                      | 136,406                     | 30,467                      | 166,873   |                            |                            |         |
| 2023                                                                      | 151,182                     | 34,075                      | 185,257   |                            |                            |         |
| Nguồn                                                                     |                             |                             |           |                            |                            |         |
| : Phòng dữ liệu Tổng công ty Vận tải Seoul : Niên giám thống kê đường sắt |                             |                             |           |                            |                            |         |

### Quá tải hành khách
Trong một cuộc khảo sát được tiến hành vào năm 2011 bởi Bộ cơ sở hạ tầng và giao thông vận tải trên 92 phân cấp hành chính trên toàn quốc gia, báo cáo rằng Ga Jamsil là điểm dừng giao thông công cộng đông đúc thứ hai sau Ga Gangnam. Theo sau nó là Ga Sadang, Ga Seolleung và Ga Sillim.
Vào tháng 12 năm 2010 nhà ga được ghi nhận là nơi tiêu thụ dữ liệu WiFi cao thứ tư trên tất cả các ga Tàu điện ngầm Seoul, sau đó là Ga xe buýt tốc hành, Ga Sadang, Ga Dongdaemun và Ga Jongno 3-ga.

## Xung quanh nhà ga
Có 11 lối ra. Lối ra 1~8 dẫn đến Tuyến 2 và lối ra 9~11 dẫn đến phòng chờ cho Tuyến 8.
| Lối ra \| 나가는 곳 \| Exit \| 出口          | Lối ra \| 나가는 곳 \| Exit \| 出口 |
| -------------------------------------------- | --- |
| Sử dụng phòng chờ tại Ga Jamsil trên Tuyến 2 | |
| 1                                            | Văn phòng Songpa-gu·Trung tâm Y tế Công cộng Songpa-gu Lotte World Tower·Lotte World Mall Hướng đi Công viên Olympic                                                                                                  |
| 2                                            | Hồ Seokchon (Hồ Đông) Songpa-daero Trung tâm vận chuyển đô thị Jamsil |
| 2-1                                          | Dừng ở làn đường trung tâm theo hướng Cầu Jamsil |
| 3                                            | Hồ Seokchon (Hồ Tây) Lotte Hotel World Garak-dong·Hướng Seongnam Seoul Nori Madang·Nhà hát Charlotte |
| 4                                            | Lotte Department Store Jamsil·Lotte World Lotte Mart Raemian Lake Place Jamsil Trizium |
| 5                                            | Jamsil 3-dong/Trung tâm cộng đồng Jamsil 3-dong Jamsil Ricenz APT Trường tiểu học Seoul Sincheon Bưu điện Jamsil 3-dong                                                                                               |
| 6                                            | Jamsil Jugong APT Hướng tới Cầu Jamsil Hướng tới Công viên Jamsil Hangang |
| 7                                            | Jamsil 6-dong Hiệp hội cựu chiến binh Hàn Quốc (Hội trường cựu chiến binh) Trường trung học cơ sở Jamsil·Trường tiểu học Jamdong Jangmi APT Chi nhánh Dịch vụ Hưu trí Quốc gia Songpa                                 |
| 8                                            | Công viên Vận tải Trẻ em Trung tâm Vận tải Seoul Tổng công ty Bảo hiểm Y tế Quốc gia Chi nhánh Songpa Căn Hộ Lotte Castle Gold Hiệp hội quản lý y tế Hàn Quốc                                                         |
| Sử dụng phòng chờ tại Ga Jamsil trên Tuyến 8 | |
| 9                                            | Tổng công ty Bảo hiểm Y tế Quốc gia Chi nhánh Songpa Trung tâm Vận tải Seoul Công viên giao thông dành cho trẻ em Lotte Castle Gold APT Cơ quan việc làm Hàn Quốc dành cho người khuyết tật Chi nhánh phía đông Seoul |
| 10                                           | Văn phòng Songpa-gu·Trung tâm Y tế Công cộng Songpa-gu Bưu điện Jamsil Trung tâm thông tin du lịch Songpa Hướng đi Công viên Olympic                                                                                  |
| 11                                           | Lotte World Tower·Lotte World Mall |

## Hình ảnh

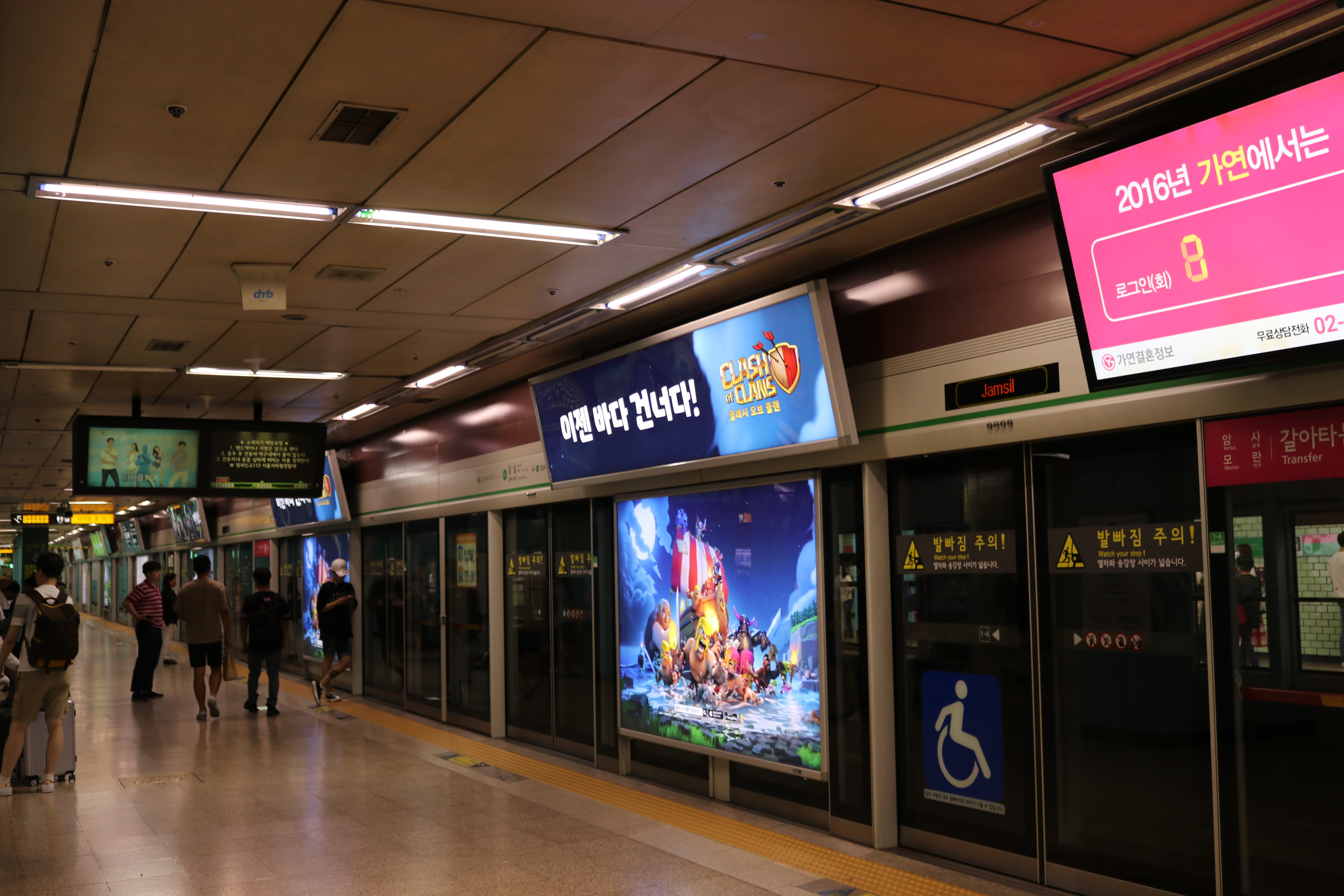
Sân ga tuyến 2 (Vòng ngoài)
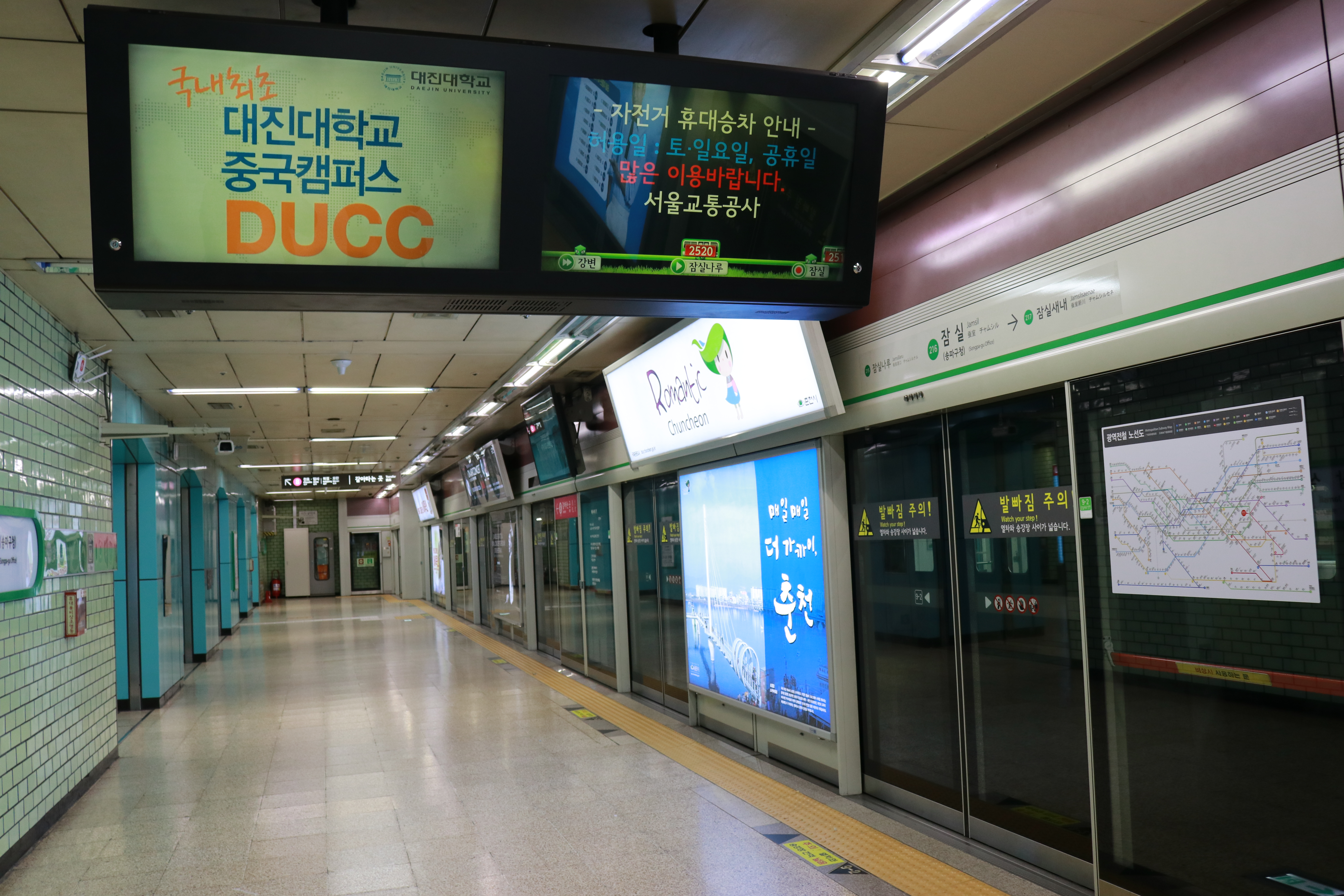
Sân ga tuyến 2 (Vòng trong)
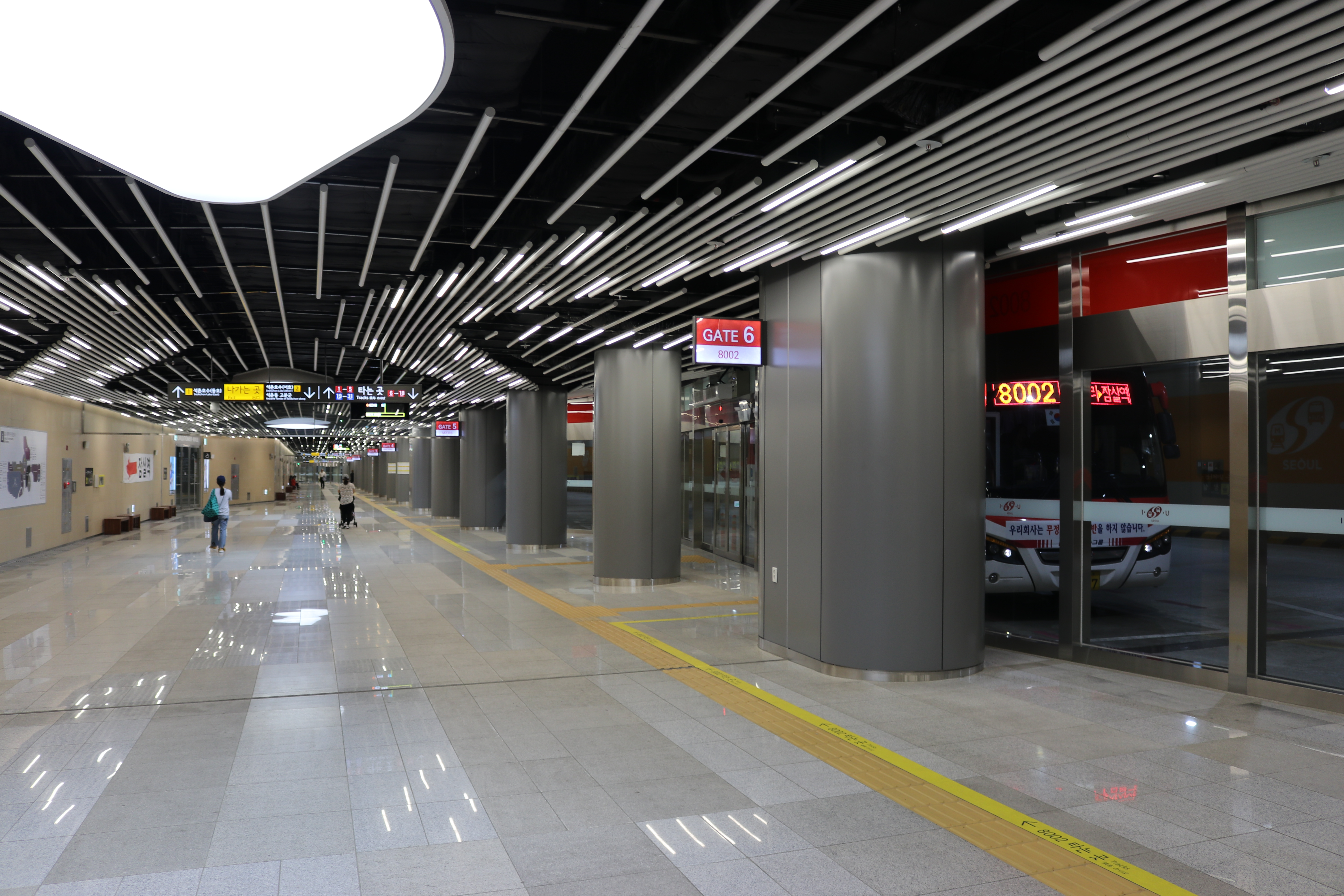
Trung tâm trung chuyển ga Jamsil
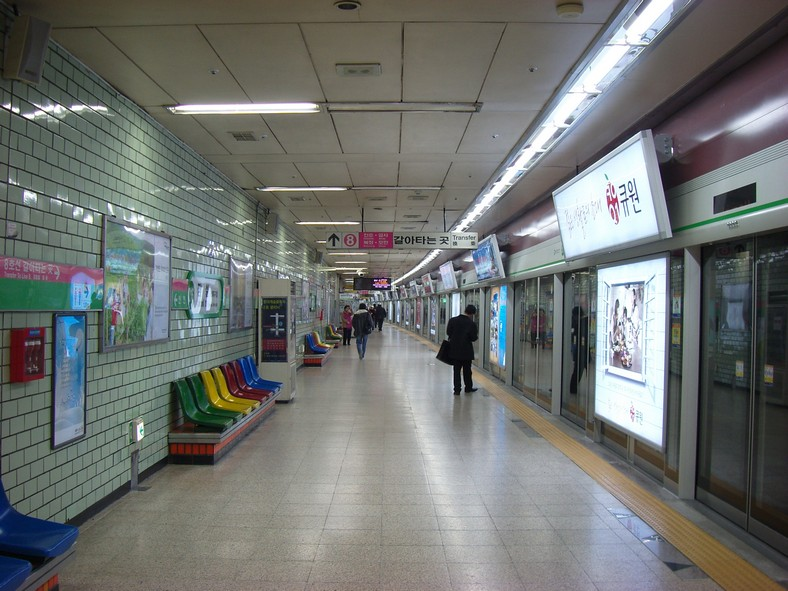
Sân ga tuyến 2
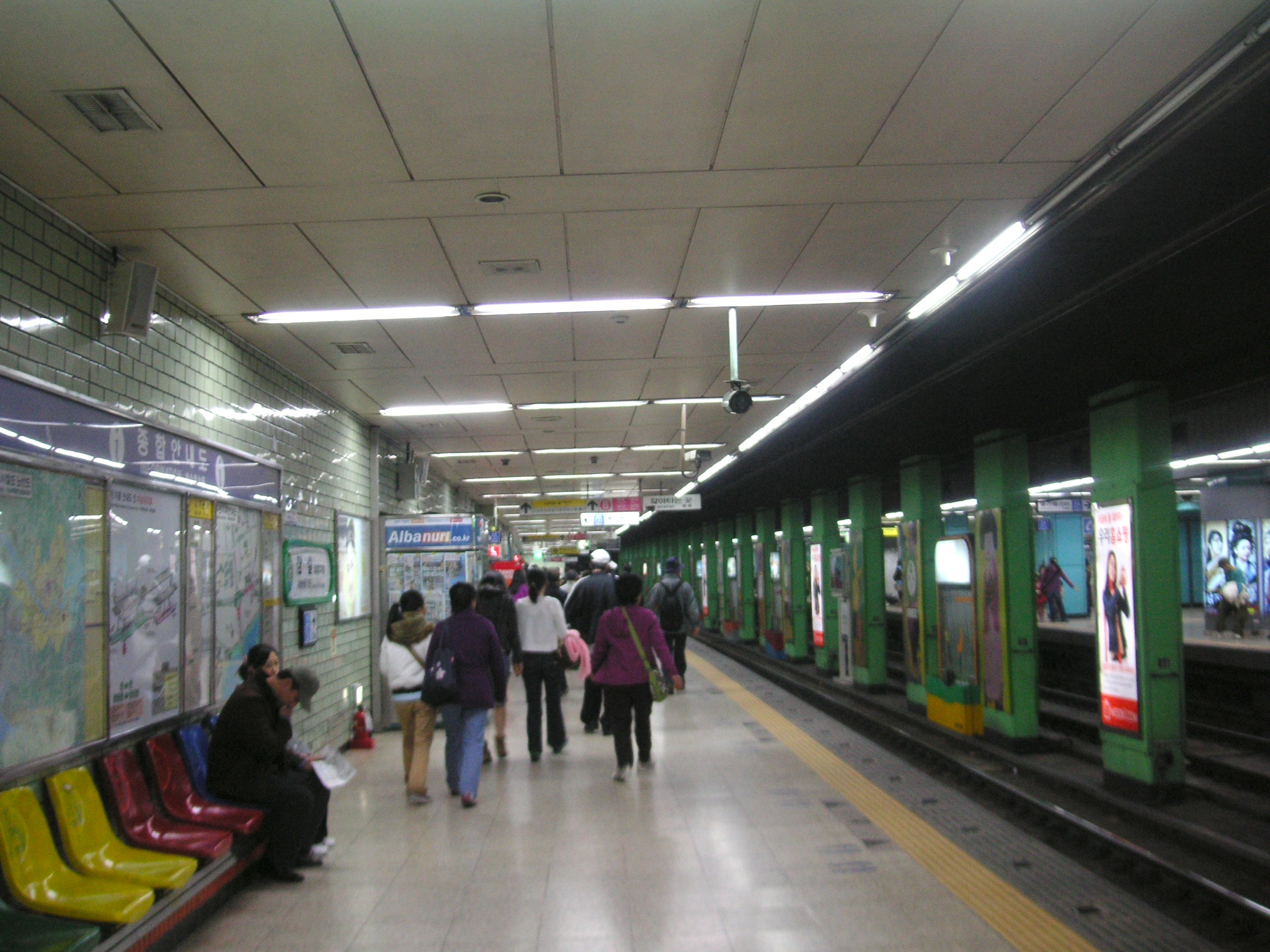
Sân ga tuyến 2 (Trước khi lắp đặt cửa chắn sân ga)
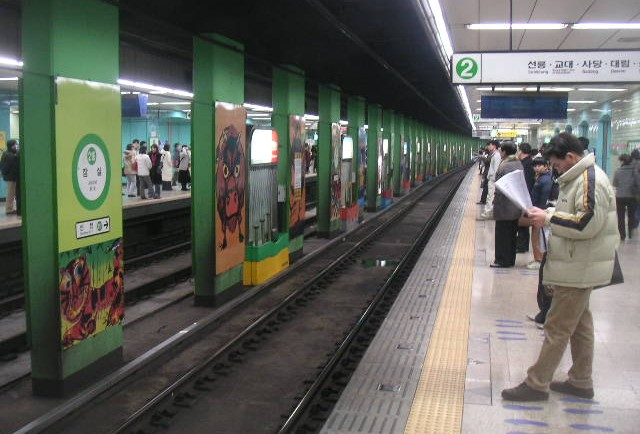
Sân ga tuyến 2 (Trước khi lắp đặt cửa chắn sân ga)